# Eduardo Scarpetta

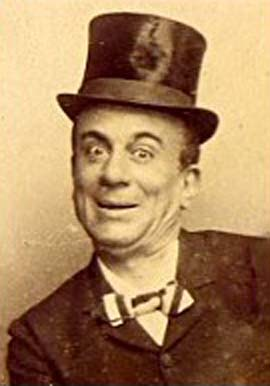
Eduardo Scarpetta i rollen som Felice Sciosciammocca

Eduardo Scarpetta, född 13 mars 1853 i Neapel, död 29 november 1925 på samma ort, var en italiensk skådespelare och manusförfattare och grundare av en italiensk teaterdynasti, känd som Scarpetta-De Filippo. Hans pjäser var alltid komedier och de framfördes alltid på napolitanska. Hans mest kända rollfigur Felice Sciosciammocca blev med tiden lika känd som den klassiska Neapel-karaktären Pulcinella. Till det bidrog att Sciosciammocca så småningom dök upp även på vita duken, då tolkad av Totò.

## Biografi
Eduardo Scarpetta föddes som det tredje av fyra barn till Domenico Scarpetta, statstjänsteman i Kungariket Bägge Sicilierna, och hans hustru Emilia Rendina vars far också var statstjänsteman. Redan vid 15 års ålder sökte Scarpetta sig till ett teatersällskap, fast besluten att göra karriär på teaterscenen men även för att bidra till familjens försörjning efter att den då 57-årige faderns hälsa drastiskt försämrats. Efter Domenico Scarpettas död tvingades familjen flytta till en billigare bostad. Där stannade de emellertid endast sex månader eftersom Scarpettas mor fått för sig att huset besöktes av gengångare och övertalade de övriga att flytta igen. Denna andra flytt och dess orsak blev ett återkommande samtalsämne inom familjen och inspirerade så småningom Scarpettas son Eduardo De Filippo till att skriva sin berömda pjäs Questi fantasmi! ("Dessa spöken!").
Scarpettas fasta rollfigur Felice Sciosciammocca blev till 1870 efter ett par år av förberedelser och i samarbete med Antonio Petito, dåtidens mest kände Pulcinella. Petito skrev ett par farser i vilka Sciosciammocca var Pulcinellas följeslagare och de blev stora publikframgångar. Snart började Scarpetta skriva in sina egna uppslag i manuskripten och 1875 skrev han sin första pjäs utan Petitos hjälp. När Petito hastigt avled 1876, 54 år gammal, plockade Scarpetta med fyra dagars varsel in den 22-årige Giuseppe De Martino som ny Pulcinella och de fortsatte med samma framgångsrika grundkoncept.
Scarpetta kom emellertid snart på kollisionskurs med sin nya chef Davide Petito om rangordningen mellan skådespelarna vid San Carlino-teatern och lämnade därför både sällskapet och Neapel. Han sökte sig i stället till en känd Pulcinella i Rom, Raffaele Vitale, och fick anställning i dennes teatersällskap. Efter ett tag accepterade han 1878 ett anbud att återvända till San Carlino då han blivit lovad att få stå överst i rollistan med Cesare Teodoro som en underordnad Pulcinella, en för dåtiden sensationell omkastning av den traditionella rangordningen. Dittills hade Pulcinella alltid varit huvudnumret i en komisk teaterföreställning av någon betydelse i Neapel. I praktiken blev Scarpetta vid sin återkomst även teaterdirektör.
Samarbetet med Teodoro fick en rivstart med Don Felice maestro di calligrafia, en komedi som Scarpetta skrivit under sin tid i Rom. Succén blev omedelbar och ledde till Scarpettas första Italien-turné 1879 med denna "dialektala komedi". Att skådespelarna talade napolitanska på turnén visade sig snarast vara en fördel, även om publiken inte alltid hängde med i dialogen. Scarpettas rollfigur var nämligen något av kusinen från landet som ständigt gick omkring med av häpnad tappad haka (Sciosciammocca betyder bokstavligen "andas genom munnen") inför alla märkvärdigheter han mötte, vilket innebar i stort sett allt han inte kunde konfronteras med i sitt hemkvarter. Att han inte talade italienska som då fortfarande var det bildade samhällsskiktets språk var därför helt i sin ordning.
Att Scarpetta inom ett par år lyckats avancera till positionen som Neapels populäraste teaterdirektör fick positiva ekonomiska konsekvenser. Han fick med lätthet ett större lån till renovering av San Carlino-teatern inför säsongen 1880 som blev en stor framgång. Hela 1880-talet var lönsam för teatern såväl konstnärligt som ekonomiskt och mot årtiondets slut hade Scarpetta blivit förmögen. Hans största publiksuccé någonsin kom 1888 med Miseria e nobiltà, den pjäs i vars tredje filmversion (tidigare 1914 och 1940) Totò 1954 introducerade Felice Sciosciammocca i färg för en internationell filmpublik. Scarpettas främsta syfte med pjäsen var att introducera en ny rollfigur, Felice Scioscisammoccas son Peppiniello, spelad av sonen Vincenzo. Scarpetta hade köpt ett hus på Via dei Mille men det bara var tänkt som en tillfällig bostad för hustrun Rosa och de två små sönerna före inflyttning i något större. Han lät därför bygga ett nytt trevåningshus i stadsdelen Vomero. Huset som stilmässigt var nyrenässans fick namnet Villa La Santarella efter en av Scarpettas succépjäser Na Santarella (1889) som egentligen inte var hans egen, utan en översättning och bearbetning av Henri Meilhacs och Albert Millauds Mam'zelle Nitouche. Bearbetningen innebar som i några andra liknande fall att Felice Sciosciammocca skrevs in i handlingen i stället för den ursprungliga huvudpersonen.
Kring sekelskiftet 1900 började Scarpettas publiksiffror svikta. En ny generation teaterbesökare betraktade den knappt 50-årige komikern som något omodern och föredrog den nya varietéteatern Teatro Salone Margherita, inrymd i källarvåningen i den nybyggda (1890) Galleria Umberto I. Motdraget blev att ändra konceptet från klassisk napolitansk teaterfars till så kallad Café-chantant, en modernare typ av musikteater. Det fungerade i den menigen att man fick en föryngring av publiken men en nackdel var att de äldre traditionalisterna stannade hemma och Scarpetta förlorade de flesta som återstod av hans ursprungliga publik.
En annan idé som inte var lika lyckad var att inte bara omarbeta andras verk utan även parodiera dem. Måltavlan för detta försök blev Gabriele D'Annunzios drama La figlia di Iorio, senare tonsatt av Alberto Franchetti. Scarpettas parodi Il figlio di Iorio som hade premiär 1904 blev ett fiasko på alla plan. Publiken uteblev, kritikerna sågade föreställningen och SIAE, den italienska förvaltningsorganisationen för upphovsrätt, stämde på D'Annunzios vägnar Scarpetta inför domstol för plagiat. Efter den rättsliga tvisten med D'Annunzio som avslutades 1908 med att rätten lade ner målet då brott inte kunde styrkas var Scarpettas ambitioner på fortsatt verksamhet för Felice Sciosciammocca slut och han steg åt sidan 1909 till förmån för Vincenzo som tog över alla faderns verksamheter. Som en symbolisk gest gjorde Scarpetta sitt sista framträdande på scenen i en pjäs som inte var skriven av honom själv utan av sonen. Efter sex års frånvaro från teatern började han skriva pjäser igen, inspirerad av sonens och barnbarnens framgångar. Sin sista pjäs färdigställde han 1924, året före sin död, men han återvände aldrig till scenen.

## Familj och barn

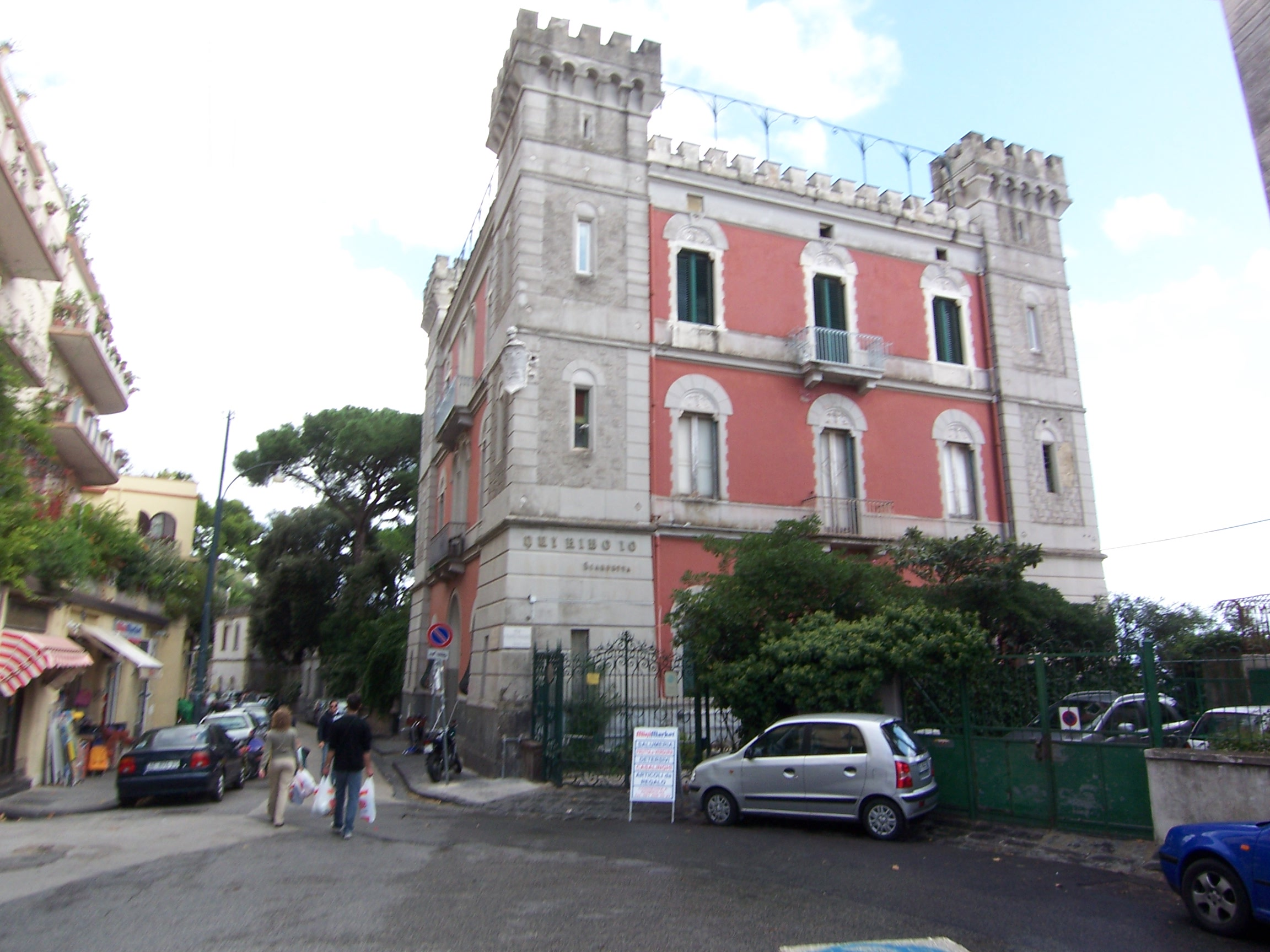
Villa La Santarella

Scarpetta var känd för att dra en skarp gräns mellan arbete och privatliv. På ett av hörntornen i Villa La Santarella, det närmast porten, finns i relief orden: "QUI RIDO IO" ('Här skrattar jag'), vilket har tolkats som ett konkret uttryck för den gränsdragningen. Att en sådan kanske var nödvändig antyds av de många rykten som omgav den promiskuöse teatermannens många förhållanden och talrika barnskara. Ett av dessa rykten, återgivet i diverse Scarpetta-biografier än i dag, gör gällande att Viktor Emanuel II var biologisk far till Scarpettas äldste son Domenico som föddes endast några månader efter äktenskapets ingående. Detta rykte är emellertid ett undantag, de flesta andra utpekar Scarpetta som biologisk far till barn som officiellt var någon annans eller vars far var okänd.
Scarpetta gifte sig 16 mars 1876 med Rosa De Filippo (född 5 maj 1858), dotter till kolförsäljaren Pasquale De Filippo och hans hustru Luigia (född Laprea). I detta äktenskap föddes sönerna Domenico (1876) och Vincenzo (1877).
I ett utomäktenskapligt förhållande med Francesca Giannetti föddes 1890 dottern Maria, blivande hustru till revyförfattaren Kokasse, som Scarpetta erkände sig vara far till och senare även formellt adopterade, varigenom hon kom att bära hans efternamn.
Någon gång under 1890-talet inledde Scarpetta en relation med sin hustrus brorsdotter Luisa De Filippo. I detta förhållande föddes tre barn som Scarpetta formellt erkände sig vara far till men som aldrig kom att bära namnet Scarpetta, nämligen Annunziata, Eduardo och Giuseppe.
Hos familjen Scarpetta i Villa La Santarella bodde som barn även skådespelarna Eduardo Passarelli och Pasquale De Filippo som var söner till Rosa De Filippos halvsyster Anna De Filippo. Scarpetta, deras av ryktet utpekade far, varken erkände eller förnekade faderskapet. Bland övriga av rykten utpekade barn till Scarpetta finns även dramatikern och journalisten Ernesto Murolo. Oavsett ryktenas sanningshalt har en del av de utpekade haft viss fördel av dem. Det gäller särskilt Passarelli som gjorde en lång karriär som skådespelare utan att någonsin dementera ryktet om sitt ursprung.